# 17251 Vondracek
17251 Vondracek este un asteroid din centura principală de asteroizi.

## Descriere
17251 Vondracek este un asteroid din centura principală de asteroizi. A fost descoperit pe 7 aprilie 2000 la Socorro, New Mexico, în cadrul proiectului LINEAR. Asteroidul prezintă o orbită caracterizată de o semiaxă mare de 2,29 ua, o excentricitate de 0,17 și o înclinație de 7,1° în raport cu ecliptica.